# Saint-Michel-en-l'Herm

Saint-Michel-en-l'Herm este o comună în departamentul Vendée, Franța. În 2009 avea o populație de 2,129 de locuitori.